# Christian Schrader (Rechtswissenschaftler)
Christian Schrader (* 1959 in Wolfenbüttel) ist ein deutscher Rechtswissenschaftler, Hochschullehrer und ehemaliger Richter des Niedersächsischen Staatsgerichtshofes.

## Leben
Schrader studierte Rechtswissenschaft an den Universitäten Regensburg und Göttingen. Um 1988 wurde er in Göttingen mit der Dissertation Altlastensanierung nach dem Verursacherprinzip?: Rechtsfragen der Kostenübernahme vor dem Hintergrund der Legalisierungswirkung von Genehmigungen zum Dr. iur. promoviert. Er absolvierte das Referendariat in Göttingen, Kassel, an der Hochschule für Verwaltungswissenschaften in Speyer, beim Umweltbundesamt sowie beim Bundesverband der Deutschen Industrie in Köln. Ab 1990 baute er das Referat Abfallrecht des Ministeriums für Umwelt, Naturschutz und Raumordnung des Landes Brandenburg auf. 1991 wechselte er als Referent in das Niedersächsische Umweltministerium und war dort für Fragen des Atomrechts, Naturschutzrechts und fachübergreifenden Umweltrechts zuständig.
Schrader folgte 1994 einem Ruf an die Hochschule Fulda, an der er Professor für Rechtsfragen der Technikentwicklung wurde, mit den Teilgebieten Verfassungs-, Umwelt- und Technikrecht. Von 2000 bis 2003 war er Dekan des Fachbereichs Sozial- und Kulturwissenschaften, von 2007 bis 2009 Datenschutzbeauftragter sowie von 2009 bis 2011 Vizepräsident für Studium und Lehre der Hochschule Fulda. Er baute zudem ab 2002 den Studiengang Sozialrecht auf, dessen Leiter er bis 2006 war.
Schrader war darüber hinaus von 1999 bis 2001 im Rat der Stadt Göttingen. Außerdem ist er seit 2000 Verwaltungsrat und seit 2012 zudem Mitglied des Kreditausschusses der Sparkasse Göttingen. Er war von 2012 bis 2021 Mitglied des Niedersächsischen Staatsgerichtshofes, nachdem er bereits seit 2005 dort als Stellvertreter tätig war.

## Werke (Auswahl)
- Altlastensanierung nach dem Verursacherprinzip?, Schmidt, Berlin 1988, ISBN 978-3-503-02758-3.
- mit Stephan Wickerath: Bodenschutzrecht, BWV, Berlin 2005, ISBN 978-3-8305-0921-9.
- mit Alexander Schmidt und Michael Zschiesche: Die Verbandsklage im Umwelt- und Naturschutzrecht, C.H. Beck, München 2014, ISBN 978-3-406-66973-6.
- mit Sabine Schlacke und Thomas Bunge: arhus-Handbuch: Informationen, Beteiligung und Rechtsschutz in Umweltangelegenheiten, 2. Auflage, Schmidt, Berlin 2019, ISBN 978-3-503-15854-6.